# 羽黒下駅
羽黒下駅（はぐろしたえき）は、長野県南佐久郡佐久穂町大字平林にある、東日本旅客鉄道（JR東日本）小海線の駅である。
駅名の由来は、南側に位置する羽黒山による。

## 歴史
- 1915年（大正4年）12月28日：佐久鉄道 中込 - 当駅間の開通と同時に開業[1]。旅客・貨物の取り扱いを開始[3]。
- 1934年（昭和9年）9月1日：：佐久鉄道を国有化し、鉄道省小海北線（→小海線）に編入[4]。同線の駅となる[5]。
- 1981年（昭和56年）3月22日：業務委託駅となる[6]。
- 1982年（昭和57年）7月15日：貨物の取り扱いを廃止[3]。
- 1984年（昭和59年）2月1日：荷物の扱いを廃止[3]。
- 1985年（昭和60年）3月：業務委託を解除し、直営駅に戻る[7]。
- 1987年（昭和62年）4月1日：国鉄分割民営化により、JR東日本の駅となる[8]。

かつて、上信電鉄上信線の下仁田駅 - 当駅間の延伸計画があった。

## 駅構造
相対式ホーム2面2線を持つ地上駅である。互いのホームは構内踏切で連絡している。
簡易委託駅で、佐久穂町が窓口業務を受託している。

### のりば
| ホーム | 路線    | 方向 | 行先             |
| ------ | ------- | ---- | ---------------- |
| 駅舎側 | ■小海線 | 下り | 佐久平・小諸方面 |
| 反対側 | ■小海線 | 上り | 小海・小淵沢方面 |

- 案内上のホーム番号は設定されていない。

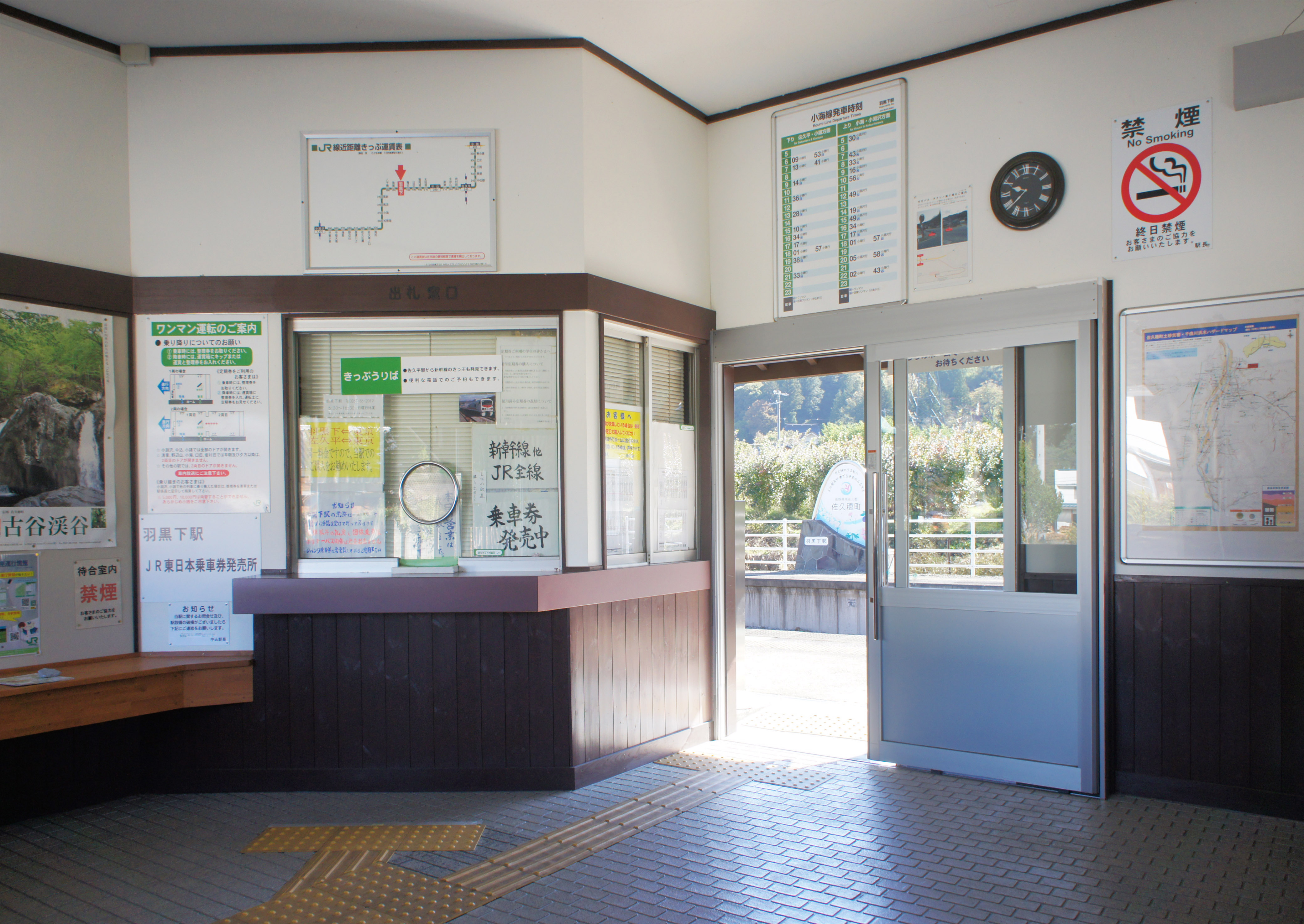
改札口（2021年10月）
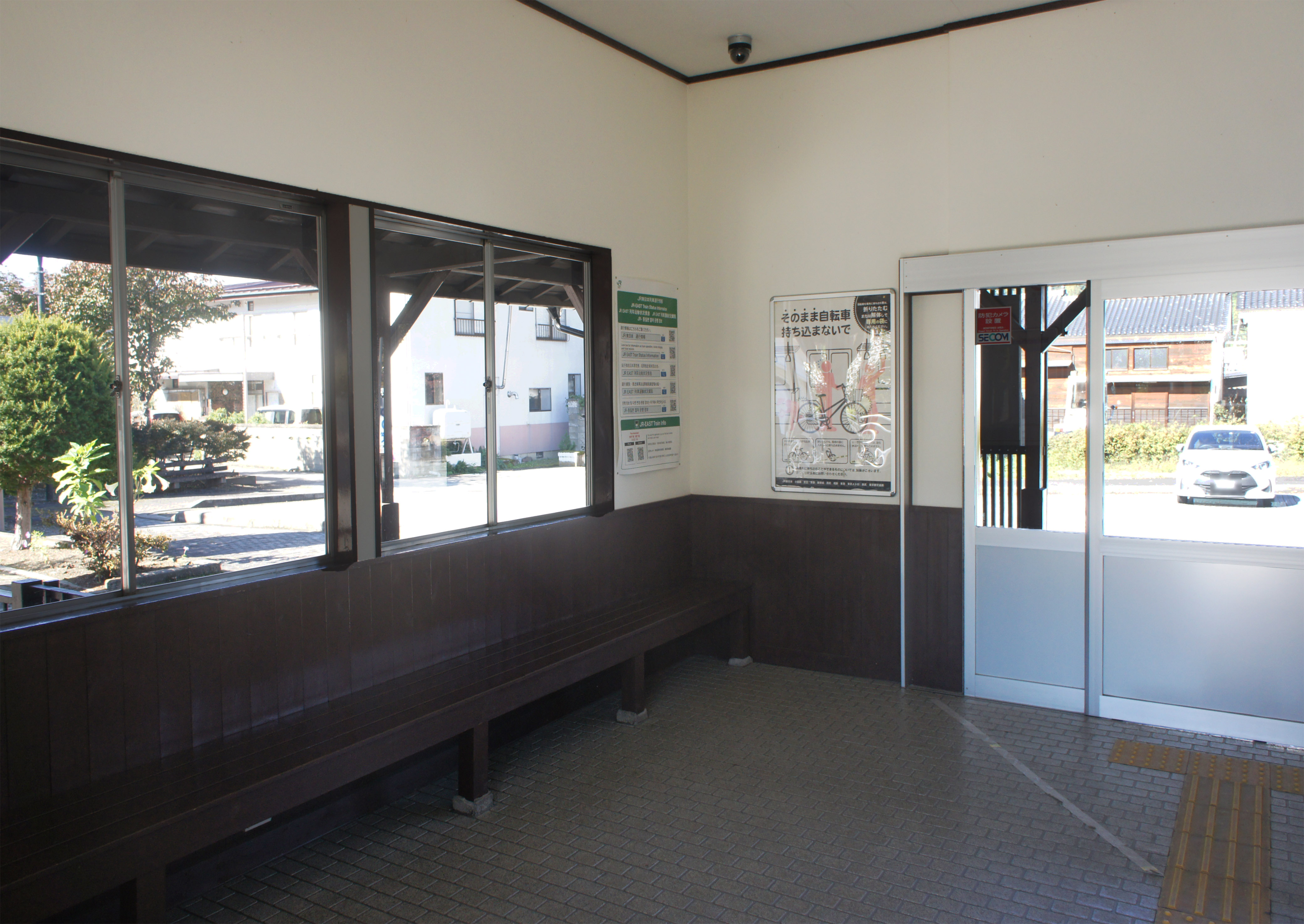
待合室（2021年10月）
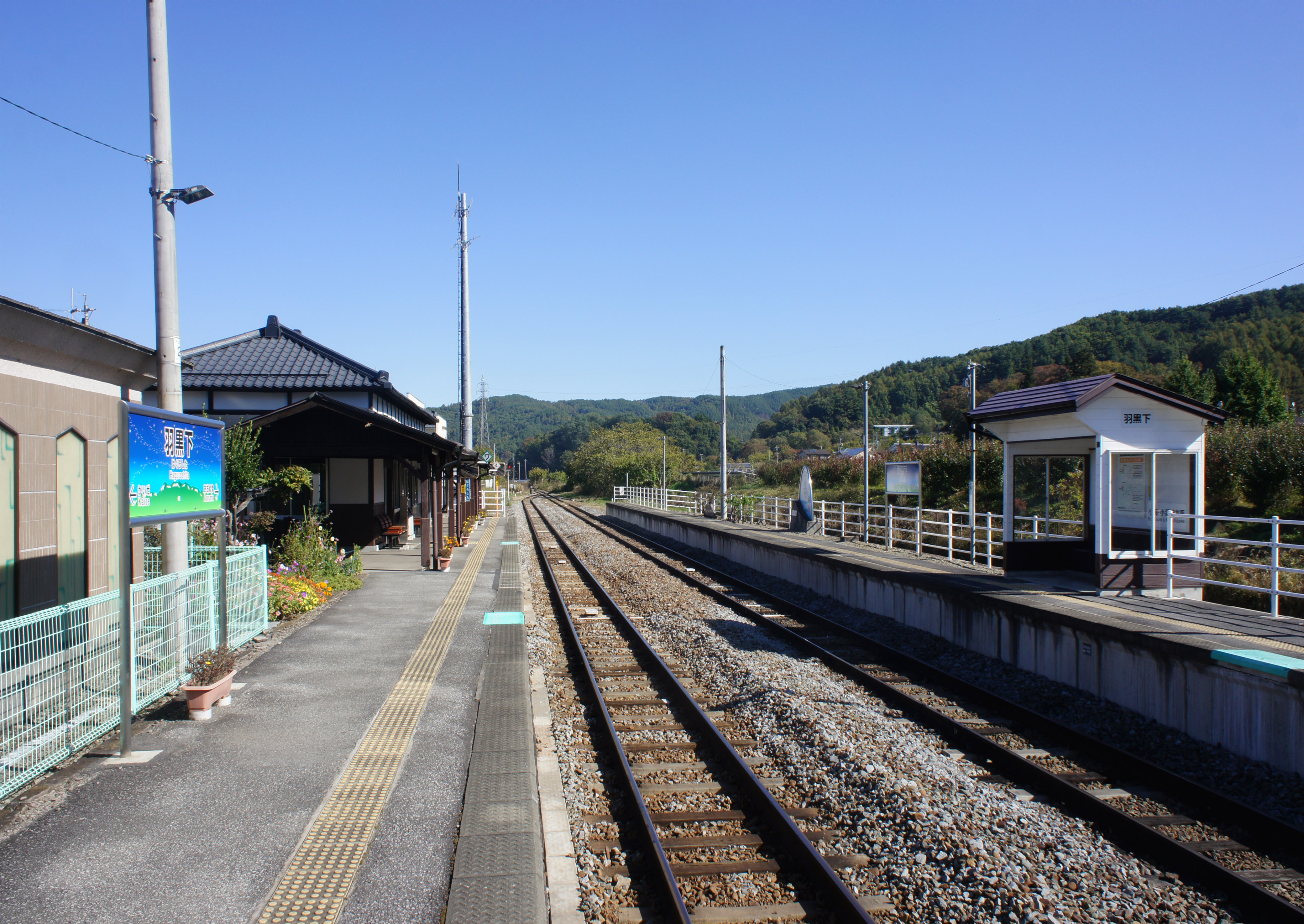
ホーム（2021年10月）
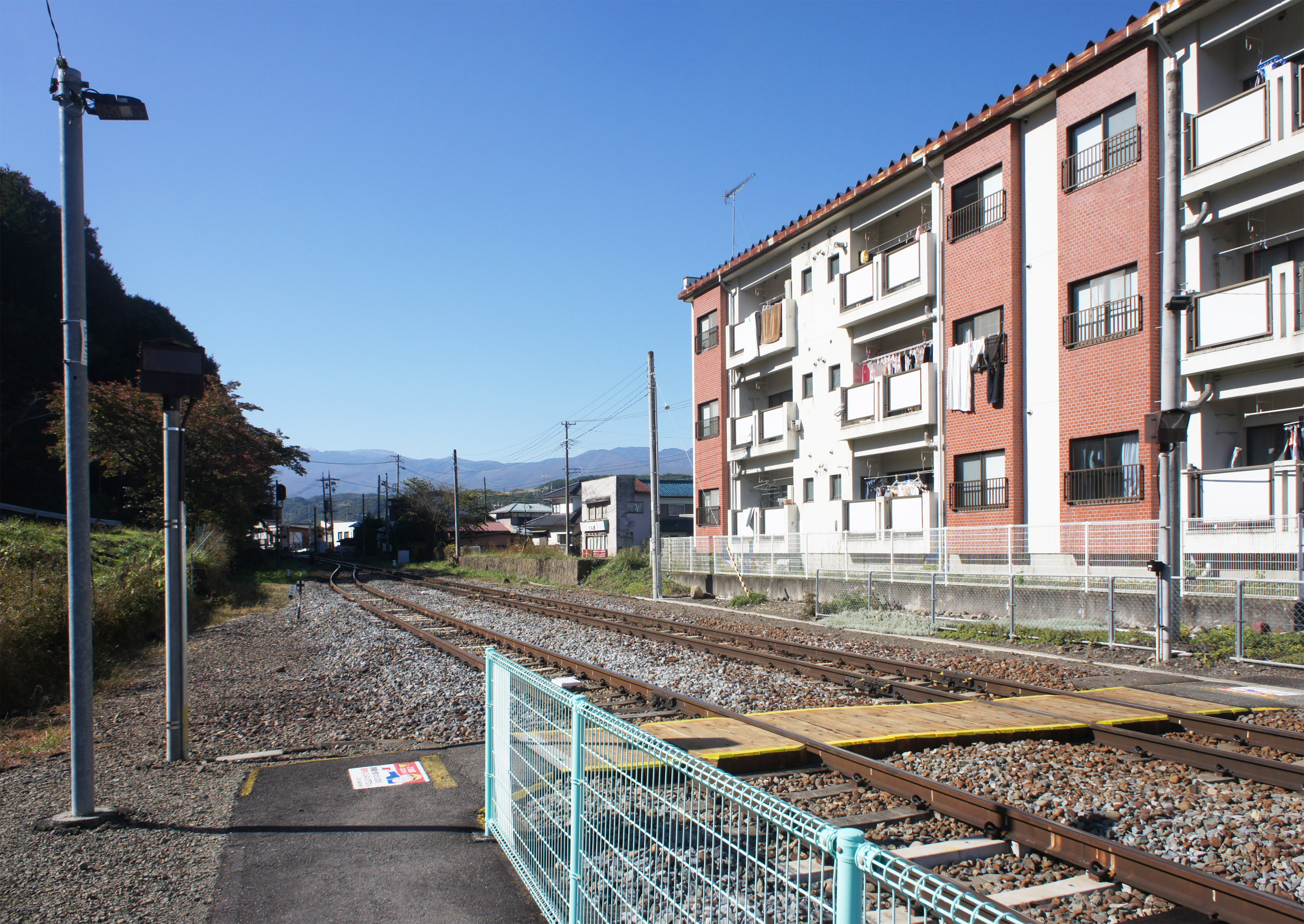
構内踏切（2021年10月）

## 利用状況
JR東日本によると、2023年度（令和5年度）の1日平均乗車人員は89人である。
2000年度（平成12年度）以降の推移は以下のとおりである。
| 1日平均乗車人員推移 | 1日平均乗車人員推移 | 1日平均乗車人員推移 | 1日平均乗車人員推移 | 1日平均乗車人員推移   |
| 年度                | 定期外              | 定期                | 合計                | 出典                  |
| ------------------- | ------------------- | ------------------- | ------------------- | --------------------- |
| 2000年（平成12年）  |                     |                     | 170                 | [ 利用客数 2 ]        |
| 2001年（平成13年）  |                     |                     | 156                 | [ 利用客数 3 ]        |
| 2002年（平成14年）  |                     |                     | 151                 | [ 利用客数 4 ]        |
| 2003年（平成15年）  |                     |                     | 143                 | [ 利用客数 5 ]        |
| 2004年（平成16年）  |                     |                     | 135                 | [ 利用客数 6 ]        |
| 2005年（平成17年）  |                     |                     | 135                 | [ 利用客数 7 ]        |
| 2006年（平成18年）  |                     |                     | 142                 | [ 利用客数 8 ]        |
| 2007年（平成19年）  |                     |                     | 126                 | [ 1 ] [ 利用客数 9 ]  |
| 2008年（平成20年）  |                     |                     | 123                 | [ 利用客数 10 ]       |
| 2009年（平成21年）  |                     |                     | 114                 | [ 1 ] [ 利用客数 11 ] |
| 2010年（平成22年）  |                     |                     | 119                 | [ 利用客数 12 ]       |
| 2011年（平成23年）  |                     |                     | 108                 | [ 2 ] [ 利用客数 13 ] |
| 2012年（平成24年）  | 36                  | 79                  | 116                 | [ 利用客数 14 ]       |
| 2013年（平成25年）  | 34                  | 78                  | 113                 | [ 利用客数 15 ]       |
| 2014年（平成26年）  | 32                  | 76                  | 109                 | [ 利用客数 16 ]       |
| 2015年（平成27年）  | 32                  | 86                  | 118                 | [ 利用客数 17 ]       |
| 2016年（平成28年）  | 32                  | 86                  | 118                 | [ 利用客数 18 ]       |
| 2017年（平成29年）  | 31                  | 79                  | 111                 | [ 利用客数 19 ]       |
| 2018年（平成30年）  | 30                  | 69                  | 99                  | [ 利用客数 20 ]       |
| 2019年（令和元年）  | 26                  | 60                  | 87                  | [ 利用客数 21 ]       |
| 2020年（令和02年）  | 15                  | 57                  | 72                  | [ 利用客数 22 ]       |
| 2021年（令和03年）  | 15                  | 52                  | 68                  | [ 利用客数 23 ]       |
| 2022年（令和04年）  | 20                  | 56                  | 76                  | [ 利用客数 24 ]       |
| 2023年（令和05年）  | 24                  | 65                  | 89                  | [ 利用客数 1 ]        |

## 駅周辺
- 千曲川
- 栄橋（土木学会選奨土木遺産）
- 羽黒下簡易郵便局
- 平林神社
- 千手院（平林観音佐久三十三番観音14番）
- 北沢大石棒
- 国道141号

## 隣の駅
東日本旅客鉄道（JR東日本）
■小海線
海瀬駅 - 羽黒下駅 - 青沼駅

### 記事本文
1. 1 2 3 4 5 6 7 8 9 10 11  信濃毎日新聞社出版部『長野県鉄道全駅 増補改訂版』信濃毎日新聞社、2011年7月24日、147頁。ISBN 9784784071647。
2. 1 2 3 4  『週刊 JR全駅・全車両基地』 12号 大宮駅・野辺山駅・川原湯温泉駅ほか92駅、朝日新聞出版〈週刊朝日百科〉、2012年10月28日、26頁。
3. 1 2 3  石野哲 編『停車場変遷大事典 国鉄・JR編 II』（初版）JTB、1998年10月1日、203頁。ISBN 978-4-533-02980-6。
4. ↑  「鉄道省告示第395号」『官報』第2296号、大蔵省印刷局、1934年8月25日。（国立国会図書館デジタルコレクション）
5. ↑  「鉄道省告示第396号」『官報』第2296号、大蔵省印刷局、1934年8月25日。（国立国会図書館デジタルコレクション）
6. ↑  長野鉄道管理局 編『写真でつづる長野鉄道管理局の歩み』長野鉄道管理局、1987年3月10日、480頁。
7. ↑  長野鉄道管理局 編『写真でつづる長野鉄道管理局の歩み』長野鉄道管理局、1987年3月10日、348頁。
8. ↑  曽根悟（監修） 著、朝日新聞出版分冊百科編集部 編『週刊 歴史でめぐる鉄道全路線 国鉄・JR』 3号 飯田線・身延線・小海線、朝日新聞出版〈週刊朝日百科〉、2009年7月26日、27頁。
9. 1 2  “JR東日本：駅構内図・バリアフリー情報（羽黒下駅）”.   東日本旅客鉄道. 2025年6月3日閲覧。

### 利用状況
1. 1 2  “各駅の乗車人員（2023年度）”.   東日本旅客鉄道. 2024年7月21日閲覧。
2. ↑  “各駅の乗車人員（2000年度）”.   東日本旅客鉄道. 2019年4月15日閲覧。
3. ↑  “各駅の乗車人員（2001年度）”.   東日本旅客鉄道. 2019年4月15日閲覧。
4. ↑  “各駅の乗車人員（2002年度）”.   東日本旅客鉄道. 2019年4月15日閲覧。
5. ↑  “各駅の乗車人員（2003年度）”.   東日本旅客鉄道. 2019年4月15日閲覧。
6. ↑  “各駅の乗車人員（2004年度）”.   東日本旅客鉄道. 2019年4月15日閲覧。
7. ↑  “各駅の乗車人員（2005年度）”.   東日本旅客鉄道. 2019年4月15日閲覧。
8. ↑  “各駅の乗車人員（2006年度）”.   東日本旅客鉄道. 2019年4月15日閲覧。
9. ↑  “各駅の乗車人員（2007年度）”.   東日本旅客鉄道. 2019年4月15日閲覧。
10. ↑  “各駅の乗車人員（2008年度）”.   東日本旅客鉄道. 2019年4月15日閲覧。
11. ↑  “各駅の乗車人員（2009年度）”.   東日本旅客鉄道. 2019年4月15日閲覧。
12. ↑  “各駅の乗車人員（2010年度）”.   東日本旅客鉄道. 2019年4月15日閲覧。
13. ↑  “各駅の乗車人員（2011年度）”.   東日本旅客鉄道. 2019年4月15日閲覧。
14. ↑  “各駅の乗車人員（2012年度）”.   東日本旅客鉄道. 2019年4月15日閲覧。
15. ↑  “各駅の乗車人員（2013年度）”.   東日本旅客鉄道. 2019年4月15日閲覧。
16. ↑  “各駅の乗車人員（2014年度）”.   東日本旅客鉄道. 2019年4月15日閲覧。
17. ↑  “各駅の乗車人員（2015年度）”.   東日本旅客鉄道. 2019年4月15日閲覧。
18. ↑  “各駅の乗車人員（2016年度）”.   東日本旅客鉄道. 2019年4月15日閲覧。
19. ↑  “各駅の乗車人員（2017年度）”.   東日本旅客鉄道. 2019年4月15日閲覧。
20. ↑  “各駅の乗車人員（2018年度）”.   東日本旅客鉄道. 2019年7月24日閲覧。
21. ↑  “各駅の乗車人員（2019年度）”.   東日本旅客鉄道. 2020年7月18日閲覧。
22. ↑  “各駅の乗車人員（2020年度）”.   東日本旅客鉄道. 2021年7月29日閲覧。
23. ↑  “各駅の乗車人員（2021年度）”.   東日本旅客鉄道. 2022年8月12日閲覧。
24. ↑  “各駅の乗車人員（2022年度）”.   東日本旅客鉄道. 2023年7月11日閲覧。